# 小行星3100
小行星3100（3100 Zimmerman）是一颗围绕太阳公转的小行星。1977年3月13日，尼古拉·切爾尼赫在克里米亚发现了此天体。
該小行星以俄羅斯天文學家尼古拉·弗拉基米羅維奇·齊默爾曼（Nikolaj Vladimirovich Zimmerman）命名。
这颗小行星的绝对星等为94.84963等。